# Emil Valtxev
Emil Valtxev   (23 de febrer de 1950 - 2 de novembre de 2022) fou un jugador de voleibol búlgar que va competir durant les dècades de 1970 i 1980.
El 1972 va prendre part en els Jocs Olímpics d'Estiu de Munic, on fou quart en la competició de voleibol. Vuit anys més tard, als Jocs de Moscou, guanyà la medalla de plata en la mateixa competició. A nivell de clubs jugà al Slavia Sofia.